# Attinghausen
Attinghausen é uma comuna da Suíça, no cantão Uri, com cerca de 1.507 habitantes. Estende-se por uma área de 46,83 km², de densidade populacional de 32 hab/km². Confina com as seguintes comunas: Altdorf, Bürglen, Engelberg (OW), Erstfeld, Isenthal, Schattdorf, Seedorf, Wassen.
A língua oficial nesta comuna é o alemão.